# Кравчук Леонід Макарович
 Леоні́д Мака́рович Кравчу́к (10 січня 1934, село Великий Житин, Рівненський повіт, Волинське воєводство, Польська Республіка, нині Рівненська область, Україна — 10 травня 2022, Мюнхен, Німеччина) — український політик, державний діяч, перший Президент України після відновлення нею незалежності (5 грудня 1991 — 19 липня 1994), Голова Верховної Ради України та останній Голова Верховної Ради УРСР (1990—1991). Депутат Верховної ради УРСР 10–11-го скликань. Народний депутат України (1990—1991 та 1994—2006). Член ЦК КПУ в 1981—1991 роках. Член ЦК КПРС у 1990—1991 роках. Голова громадської організації «Українська Рада Миру», президент  громадського об'єднання «Рівненське земляцтво» (2001—2022), Герой України (2001), кавалер ордена Свободи (2014), повний кавалер ордена князя Ярослава Мудрого. Кандидат економічних наук. Лауреат премії «Celebrity Awards 2020» в номінації «Людина року».

## Життєпис
Народився 10 січня 1934 року в родині селянина в селі Великий Житин Волинського воєводства (тепер Рівненська область України). Батько, Макар Олексійович Кравчук, у 1930-ті роки служив у польській кавалерії, пізніше він та мати Кравчука (Юхимія Іванівна, до шлюбу Мельничук) працювали у польських осадників. Під час Другої світової війни батько Леоніда Кравчука загинув на фронті в 1944 році й був похований у братській могилі в Білорусі. Хлопця виховували вітчим з матір'ю, яка померла в 1980 році від інсульту в рідному селі Житин, де була похована.
Спочатку здобував освіту за спеціальністю «Бухгалтерський облік» у Рівненському кооперативному економіко-правовому технікумі (тепер Рівненський кооперативний економіко-правовий коледж) у період з 1950 по 1953 рік. Згодом закінчив Київський державний університет (отримав спеціальність викладача суспільних наук, 1958) та Академію суспільних наук при ЦК КПРС (1970). Кандидат економічних наук.

### Наукова та політична діяльність (до 1991 року)
Член КПРС з 1958 року.
У 1958—1960 роках викладав політекономію у Чернівецькому фінансовому технікумі. У 1960—1967 роках — консультант-методист Будинку політпросвіти, лектор, помічник секретаря, завідувач відділу пропаганди і агітації Чернівецького обласного комітету КПУ.
У 1967—1970 роках — аспірант Академії суспільних наук при ЦК КПРС (Москва).
У 1970—1980 роках — завідувач сектору перепідготовки кадрів відділу організаційно-партійної роботи ЦК КПУ, інспектор, помічник другого секретаря ЦК КПУ І.К.Лутака, з 1976 року -  перший заступник завідувача відділу, а з 1980 до 1988 року — завідувач відділу пропаганди та агітації ЦК КПУ.
У червні 1982 року завідувач відділу пропаганди і агітації Л. Кравчук звернувся до ЦК КПУ з доповідною запискою, у якій виклав заходи з протидії «східній політиці» Ватикану в західних областях України, і пропонував створити групи для аналізу проповідницької діяльності священнослужителів, обстежити територію церков та кладовищ на предмет виявлення та знищення «уніатсько-націоналістичних символів», виявити «проуніатськи настроєних осіб», провести інші організаційні та ідеологічні заходи.
У 1981—1991 роках — член ЦК КПУ. У жовтні 1988 — жовтні 1989 року — завідувач ідеологічного відділу ЦК КПУ, з 18 жовтня 1989 до 19 червня 1990 року — секретар ЦК КПУ,  23 червня — 28 вересня 1990 року — другий секретар ЦК КПУ. У жовтні 1989 — червні 1990 — кандидат у члени Політбюро, у червні 1990 — серпні 1991 — член Політбюро ЦК КПУ.
1989 року відстоював ухвалення постанови Політбюро ЦК КПУ про заборону Народного руху України, проте зазнав невдачі.
Народний депутат України Х—XI скликань.
У липні 1990 — листопаді 1991 року — Голова Верховної ради України.
24 серпня 1991 року під головуванням Леоніда Кравчука Верховною Радою республіки була ухвалена постанова та Акт проголошення незалежності України.

### Президент України

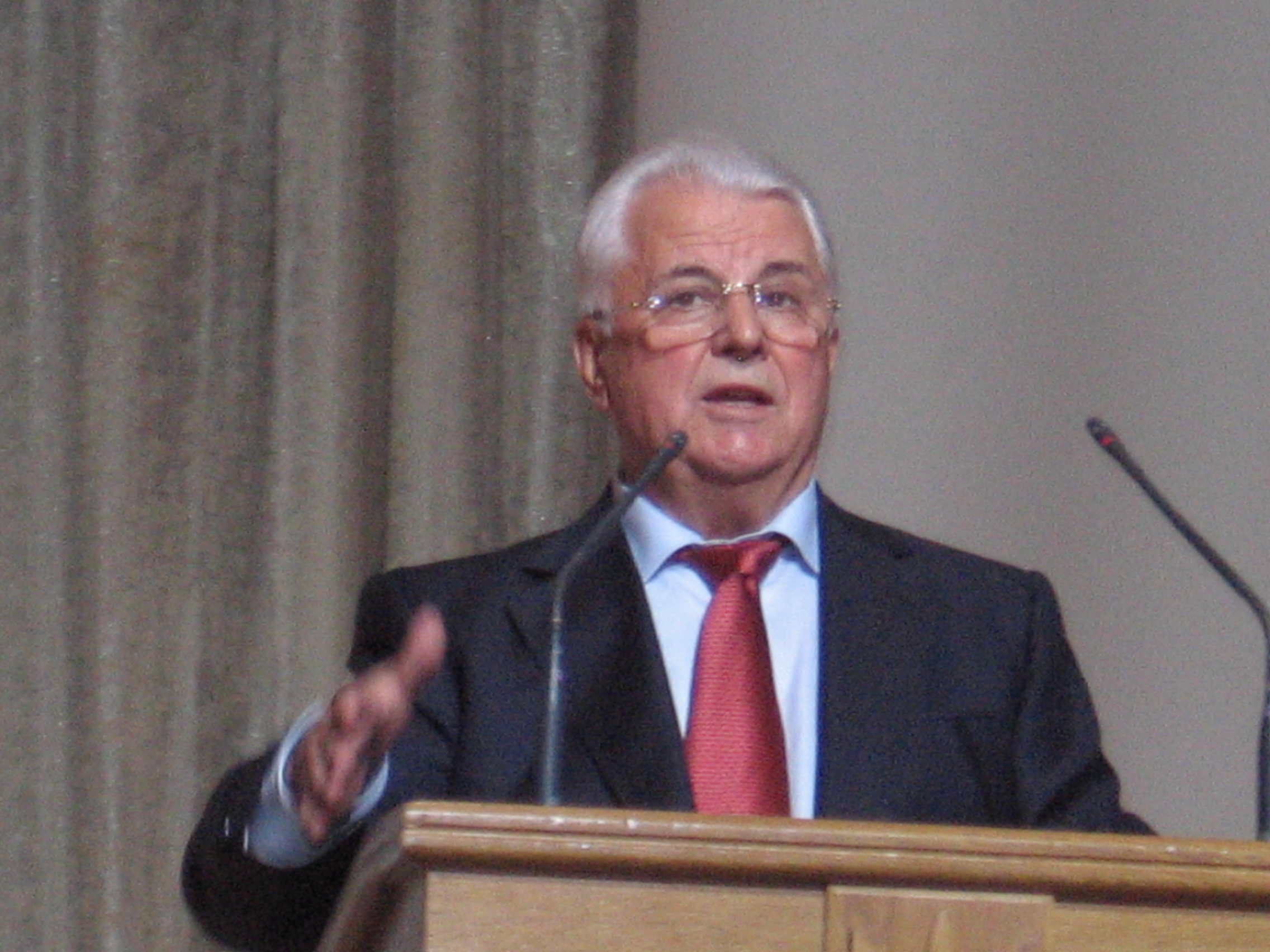
Київ, 2009. Палац «Україна»

У серпні 1991 року залишив лави КПУ і балотувався на посаду президента як безпартійний. Водночас його підтримали як активісти забороненої на той час компартії (їхній висуванець Олександр Ткаченко зняв свою кандидатуру на користь Кравчука), так і частина націонал-демократів, які рекламували голову Верховної Ради як «батька незалежності». Кравчук переміг уже в першому турі, отримавши понад 60 % голосів. Основний опонент від демократичних сил В'ячеслав Чорновіл зібрав 23,27 % голосів.
З 5 грудня 1991 року по 19 липня 1994 року — Президент України.
8 грудня 1991 року від імені України підписав Біловезьку угоду разом з першим президентом Росії Борисом Єльциним та головою Верховної ради Білорусі Станіславом Шушкевичем про припинення існування СРСР.
3 вересня 1993 року підписав Масандрівські угоди, які стосувалися подальшої долі розміщених на території України ЧФ та ядерної зброї. Після того погодився на дострокові вибори глави держави (призначені на липень 1994). У першому турі набрав найбільшу кількість голосів серед інших кандидатів, але в другому програв Леоніду Кучмі.
14 січня 1994 року в Москві, всупереч ратифікованому Верховною Радою 18 листопада 1993 Лісабонському протоколу (СНО-1), яким передбачалося поступове скорочення стратегічних ядерних озброєнь розташованих на території України, самочинно ухвалив рішення підписати «Тристоронню заяву» президентів України, США та Росії щодо негайного вивезення всієї української ядерної зброї до Росії (яке завершилося вже 1 червня 1996 року), причому без будь-яких конкретних гарантій безпеки та документально зафіксованих фінансових компенсацій.
У вересні 1993 року взяв участь у державних скорботних заходах до 60-х роковин Голодомору. У виступі на Міжнародній науковій конференції «Голодомор 1932–33 років в Україні: причини і наслідки» зазначив: «…сьогодні ми схиляємо голову перед однією з найстрахітливіших і найсумніших дат не тільки в нашій, а й у світовій історії — 60-ми роковинами Голодомору 1932–33 рр., який знекровив і спустошив нашу землю, забрав мільйони і мільйони життів її безневинних дітей… І щоб зламати устремління народу до кращого майбуття, тодішнє політичне керівництво Союзу розробило й здійснило найжахливішу і найжорстокішу людиноненависницьку акцію в історії сучасної Європи — штучний голод 1932-33 рр. в Україні, який забрав близько 8-ми мільйонів (за іншими даними — близько 11 млн) життів».
Період президентства Леоніда Кравчука запам'ятався економічною кризою на початку незалежність України, політичною нестабільністю та шахтарським страйком в 1993 році. З іншого боку, під час президентства Кравчука запроваджено Національний Герб, прапор та Гімн України, прийнято перші 400 законодавчих актів, сформування Збройних сил України, підписання Біловезької угоди про припинення існування СРСР та Гельсінського заключного акту про інтеграцію України в Європу та визнання незалежності України 171 країною.
На честь Кравчука названо тачку-кравчучку.

### Наукова та політична діяльність (після 1994)
Обраний народним депутатом у 1994 році — на довиборах у Теребовлянському мажоритарному окрузі на Тернопільщині. 1998 року, залишаючись безпартійним, очолив виборчий список Соціал-демократичної партії України (об'єднаної). Напередодні голосування вступив до СДПУ(о) і привів її до Верховної Ради.
З жовтня 1998 року член Політбюро і Політради СДПУ(о). У 2002—2006 роках очолював фракцію СДПУ(о) у Верховній Раді України.
З 1999 по 2004 рік — почесний доктор НаУКМА.
З 1999 року — співголова Всеукраїнського об'єднання демократичних сил «Злагода».
25 листопада 2004 року Рішенням Вченої ради позбавлений звання почесного доктора (Doctor honoris causa) Києво-Могилянської академії за «негромадянську позицію під час Помаранчевої революції».
2006 року очолив список опозиційного блоку «Не так» разом з Віктором Медведчуком, Юрієм Бойком та Нестором Шуфричем. Але за підсумками виборів той не подолав 3-відсотковий бар'єр (1,1 %). Після перемоги Ющенка, пішов з блоку.
2009 року вийшов з партії СДПУ(о). Почесний Президент Міжнародного громадського об'єднання «Рівненське земляцтво». Почесний голова фонду сприяння міжнародному спілкуванню «Українське народне посольство» (з 1994).
25 лютого 2009 року закликав президента Ющенка подати у відставку.
З 2011 року — почесний президент Фонду «Перспективна Україна».
29 серпня 2011 року Рішенням Вченої ради Київського університету ім. Грінченка (протокол № 10) надано звання почесного професора «за багаторічну плідну громадську, політичну діяльність, подвижницьку працю, визначний особистий внесок у становлення і розбудову суверенної демократичної Української держави, національної освіти та науки».
У січні 2016 року запропонував надати Криму державну автономію у складі України, а Донбасу — «особливий статус».
У липні 2020 року на громадських засадах став головою української делегації в Тристоронній контактній групі з мирного врегулювання ситуації на сході України. Відповідне розпорядження № 424 / 2020 рп від 30 липня опубліковано на сайті глави держави.

### Останні роки
29 червня 2021 року переніс операцію на серці, згодом потрапив до реанімації, був підключений до апарату ШВЛ. Реабілітацію проходив у клініці Мюнхенського університету в Німеччині, де й проживав останні роки свого життя. Помер 10 травня 2022 року в Мюнхені о 17:00 за київським часом у 88-річному віці після тривалої хвороби, всього на тиждень переживши іншого підписанта Біловезьких угод — Станіслава Шушкевича. Через війну в Україні доправити тіло першого президента з Мюнхена в Київ літаком було неможливо, тому родина була змушена організувати перевезення наземним транспортом, зокрема й залізницею.

### Поховання

Могила Леоніда Кравчука

Прощання пройшло у вівторок 17 травня в Українському домі в Києві. Попрощатися з першим Президентом України прийшов шостий Президент Володимир Зеленський, перша леді Олена Зеленська, другий Президент Леонід Кучма, третій Президент Віктор Ющенко, п'ятий Президент Петро Порошенко, прем'єр-міністр Денис Шмигаль, Голова Верховної ради України Руслан Стефанчук, міністр оборони Олексій Резніков, мер Києва Віталій Кличко, міністр культури та інформаційної політики Олександр Ткаченко, Ігор та Григорій Суркіси, колишній міністр оборони Олександр Кузьмук, колишній міністр закордонних справ Володимир Огризко, радник голови МВС Антон Геращенко, колишній спікер Верховної Ради Олександр Мороз, політик Іван Заєць, народний депутат Мустафа Джемілєв, дружина Кравчука Антоніна. Похований на Байковому кладовищі (ділянка № 42а 50°25′19.4″ пн. ш. 30°30′27.2″ сх. д. / 50.422056° пн. ш. 30.507556° сх. д.).

## Родина
Леонід Кравчук був одружений з Антоніною Михайлівною Кравчук (до шлюбу Мішура), яка народилася 2 листопада 1935 року в селі Вири, Білопільського району, Харківської області. У пари 21 липня 1959 року народився син — Олександр Леонідович Кравчук. Також у першого президента України залишилися онука Марія та онук Андрій, правнучка Олена.

## Вшанування пам'яті
- 11 травня 2022 року Президент України Володимир Зеленський видав указ про вшанування пам'яті Леоніда Кравчука, доручивши заснувати премію Кравчука[23].
- 19 квітня 2023 року у місті Краматорськ вулицю Толстого перейменували на вулицю Леоніда Кравчука.
- 10 січня 2024 року у місті Київ на Байковому кладовищі відкрили пам'ятник Леоніду Кравчуку[24].

## Нагороди

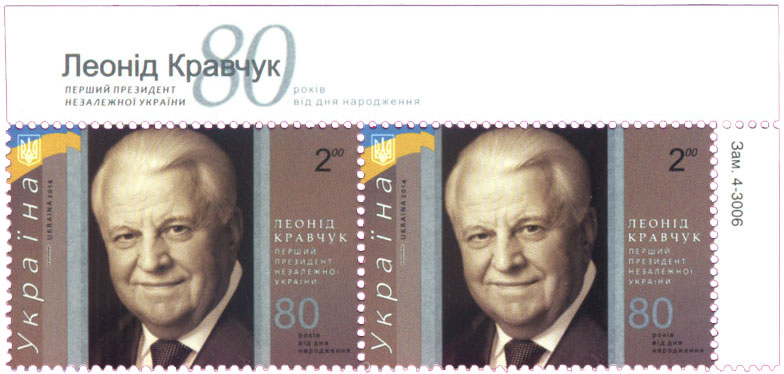
Поштова марка України, 2014

- Звання Герой України з врученням ордена Держави (21 серпня 2001) — за визначний особистий внесок у становлення і розбудову незалежної Української держави, багаторічну активну політичну та громадську діяльність[25].
- Орден Свободи (10 січня 2014) — за визначний особистий внесок у розбудову Української держави, багаторічну плідну громадсько-політичну діяльність[26]
- Орден князя Ярослава Мудрого I ст. (16 липня 2020) — за значний особистий внесок у справу державотворення, побудову незалежності Української держави, активну громадсько-політичну діяльність та з нагоди 30-річчя проголошення Декларації про державний суверенітет України[27].
- Орден князя Ярослава Мудрого II ст. (9 січня 2007) — за визначну державну і політичну діяльність в ім'я побудови незалежної України, вагомий внесок у становлення та розвиток українського громадянського суспільства[28].
- Орден князя Ярослава Мудрого III ст. (10 січня 2004) — за визначні особисті заслуги у становленні та розвитку незалежної Української держави, багаторічну плідну громадсько-політичну діяльність та з нагоди 70-річчя від дня народження[29].
- Орден князя Ярослава Мудрого IV ст. (10 січня 1999) — за видатні особисті заслуги перед Українською державою в галузі державного будівництва, багаторічну громадську діяльність[30].
- Орден князя Ярослава Мудрого V ст. (21 серпня 1996) — за значний особистий внесок у становлення і розбудову суверенної демократичної Української держави та з нагоди п'ятої річниці незалежності України[31].
- Відзнака Президента України — ювілейна медаль «25 років незалежності України» (19 серпня 2016) — за значні особисті заслуги у становленні незалежної України, утвердженні її суверенітету та зміцненні міжнародного авторитету, вагомий внесок у державне будівництво, соціально-економічний, культурно-освітній розвиток, активну громадсько-політичну діяльність, сумлінне та бездоганне служіння українському народу[32].
- Орден Жовтневої Революції, два ордени Трудового червоного прапора (СРСР)[33].
- Медаль «На славу Чернівців»
- Лауреат премії «Celebrity Awards 2020» в номінації «Людина року»[6].

## Галерея

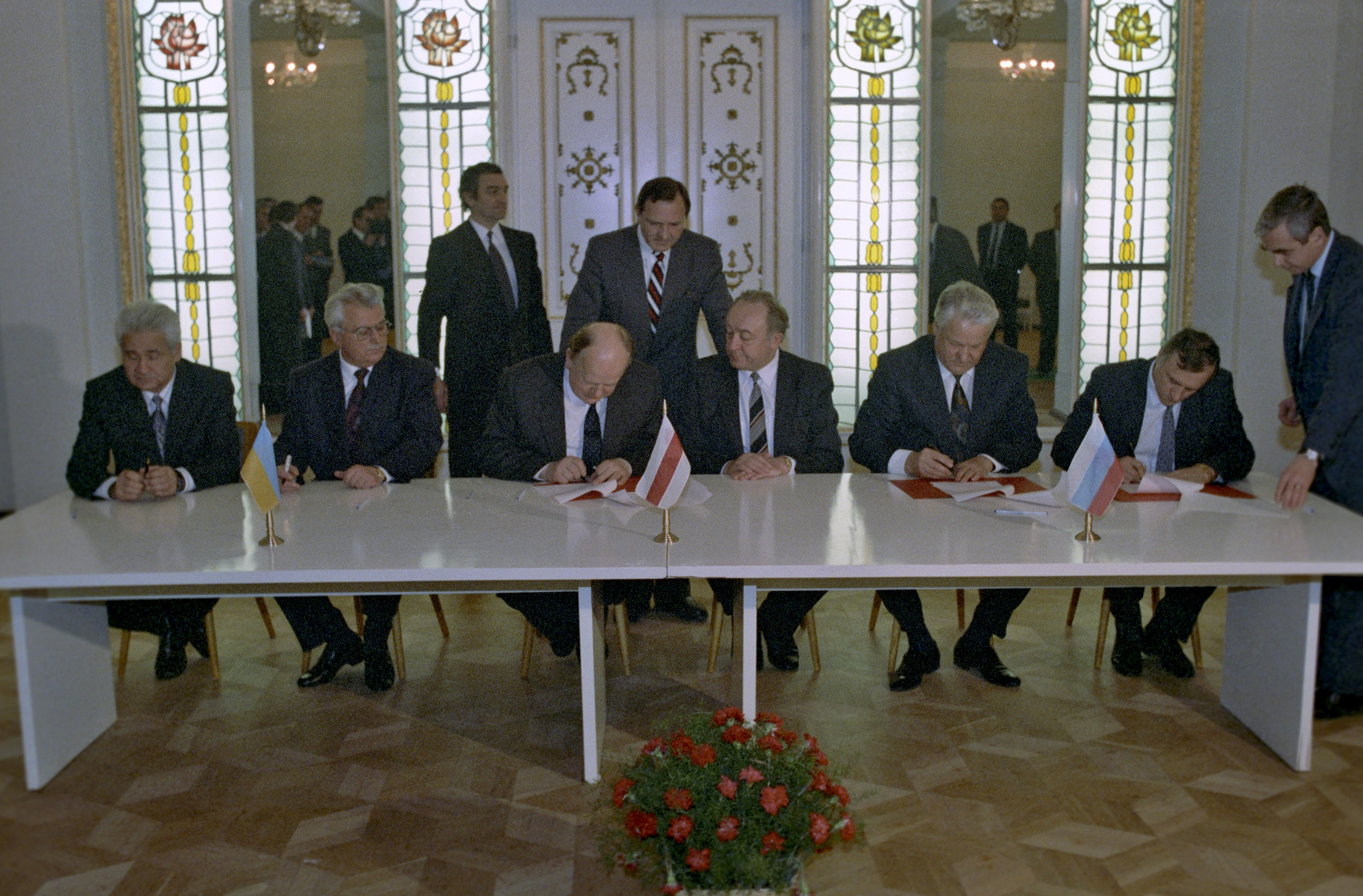
Президент України Леонід Кравчук, Голова Верховної Ради Республіки Білорусь Станіслав Шушкевич та президент Росії Борис Єльцин під час церемонії підписання угоди про ліквідацію СРСР і створення Співдружності Незалежних Держав, 1991 рік
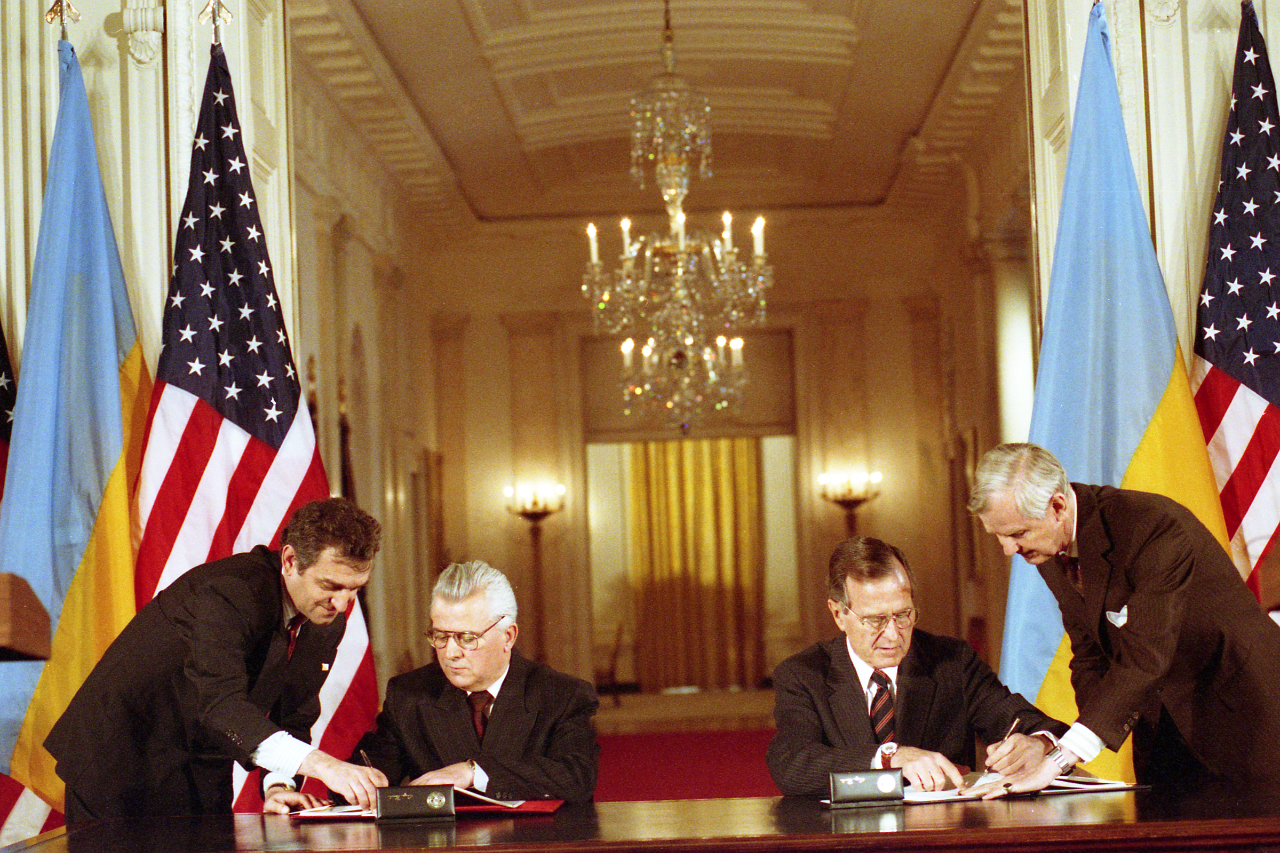
Президент Джордж Буш-старший і президент України Леонід Кравчук підписують на церемонії у Східній кімнаті Угоди про торговельні відносини між США та Україною, 1992 рік
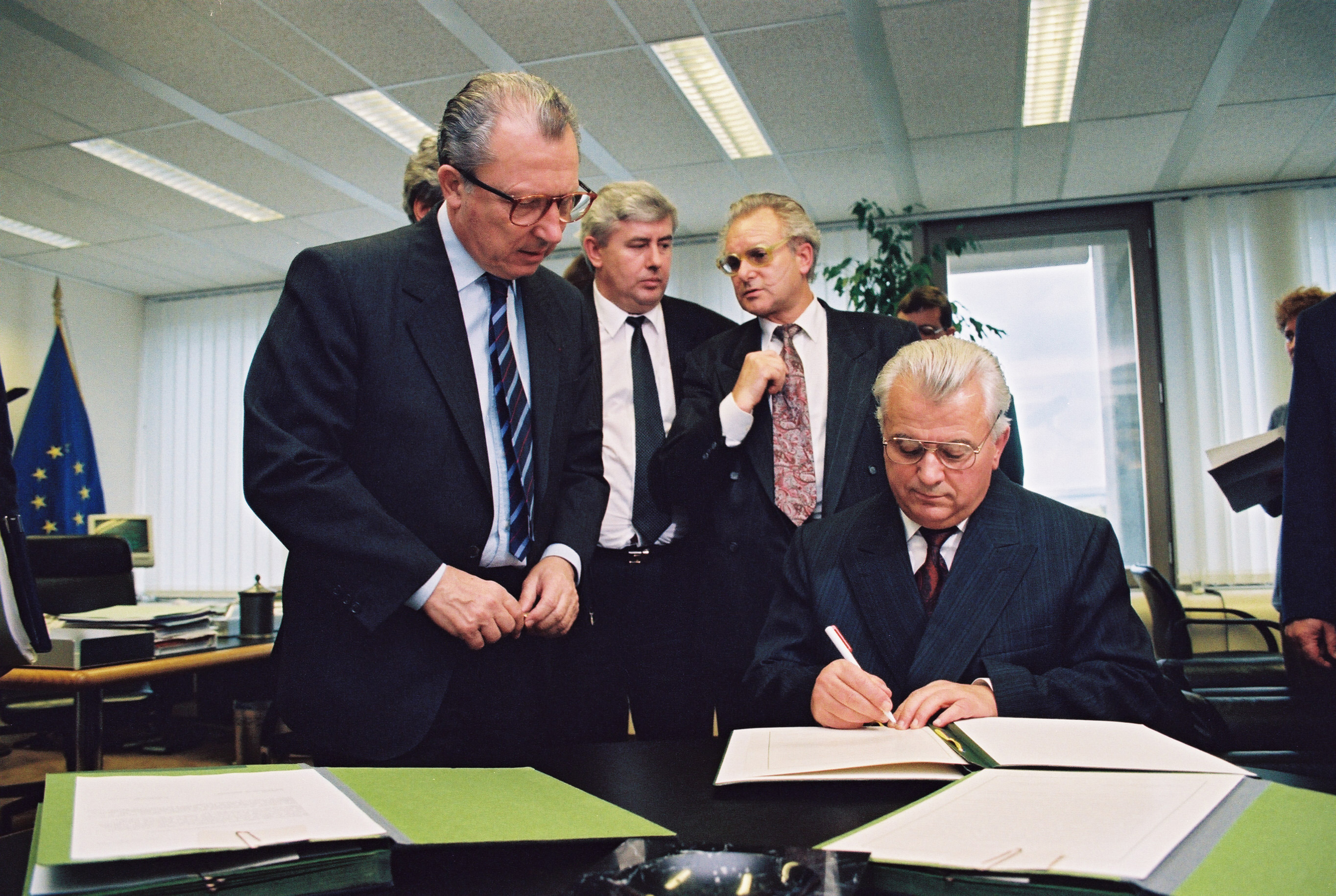
Візит Леоніда Кравчука до Європейської комісії, 1992 рік

## Твори
- Палкин Ю. И. Краткий экономический словарь пятилетки эффективности и качества [Текст] / Ю. И. Палкин, М. С. Черненко, Л. М. Кравчук, П. С. Ещенко. — К. : Политиздат Украины, 1978. — 264 с.
- Союз нерушимый [Текст] : справочник / [А. И. Акбаров, З. Г. Ахвеледиани, А. Г. Бабаев,… Л. М. Кравчук,…] ; сост. А. А. Гришкевич ; под общ. ред. М. А. Морозова. — М. : Политиздат, 1982. — 304 с.
- Ещенко П. С. Экономический словарь одинадцатой пятилетки [Текст] / П. С. Ещенко, Л. М. Кравчук, Ю. И. Палкин, М. С. Черненко. — К. : Политиздат Украины, 1982. — 300 с.
- Ещенко П. С. Новый хозяйственный механизм [Текст] : справочник / П. С. Ещенко, Л. М. Кравчук, Ю. И. Палкин. — К. : Политиздат Украины, 1989. — 254 с. — ISBN 5-319-00633-0.
- Василенко В. К. Идеологическая работа: опыт перестройки [Текст] : на материале парторганизации республики / В. К. Василенко, Л. М. Кравчук, А. А. Спирин и др. — К. : Политиздат Украины, 1989. — 252 с. — ISBN 5-319-00579-2.
- Кравчук Л. М.:Одна Україна, єдиний народ.(Політичні роздуми над записами в щоденнику).:Фоліо.2010 р., укр.,542 с.(кольорові вклейки), 130×210 мм, тв. пал., 1500 екз., ISBN 978-966-03-5317-6[34].
- Кравчук Л. М.: Перший про владу. 2018.

### ЗМІ про Кравчука
- Петро Кравчук, Андрій Кравчук. У 1942 році Леонід Кравчук із товаришем наколядували 40 карбованців [Архівовано 7 лютого 2018 у Wayback Machine.]. Газ. Волинь-нова, 25 січня 2018 р., с. 1, 8; 1 лютого 2018 р., с. 11.